# Sofia de Saxa-Coburg-Saalfeld
Prințesa Sophie de Saxa-Coburg-Saalfeld (16 august 1778 – 9 iulie 1835) a fost prințesă de Saxa-Coburg-Saalfeld, sora Prințesei Victoria de Saxa-Coburg-Saalfeld și a regelui Leopold I al Belgiei, și mătușa reginei Victoria. Prin căsătorie a devenit contesă de Mensdorff-Pouilly.

## Biografie

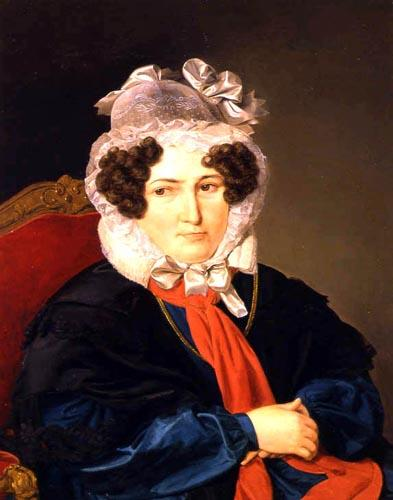
Sofias, Contesă de Mensdorff-Pouilly

S-a născut la Coburg, și a fost primul copil al lui Francis, Duce de Saxa-Coburg-Saalfeld și a Contesei Augusta de Reuss-Ebersdorf. Și-a întâlnit viitorul soț, Emmanuel von Mensdorff-Pouilly, la Schloss Fantaisie, un loc de întâlnire al emigranților francezi.. S-au căsătorit la 23 februarie 1804 la Coburg.
În 1830, ea a publicat colecția ei de basme romantice, Mährchen und Erzählungen. Prințesa Sofia a murit la Tuschimitz, Boemia.

## Familie
Emmanuel și Sofia au avut șase fii:
- Hugo Ferdinand (1806–1847)
- Alphons (1810–1894), Conte von Mensdorff-Pouilly, s-a căsătorit prima dată în 1843 cu contesa Therese von Dietrichstein-Proskau-Leslie (1823–1856); a doua oară s-a căsătorit în 1862 cu contesa Maria Thersia von Lamberg (1833–1876).
- Alfred Carl (1812–1814).
- Alexander (1813–1871), a fost ministru de externe austriac și prim ministru al Austriei în anii 1860; în 1857 s-a căsătorit cu contesa Alexandrine Maria von Dietrichstein-Proskau-Leslie (1824–1906)
- Leopold Emanuel (1815–1832)
- Arthur August (1817–1904), s-a căsătorit prima dată în 1853 cu Magdalene Kremzow (1835–1899), au divorțat în 1882; a doua oară s-a căsătorit în 1902 cu contesa Bianca Albertina von Wickenburg (1837–1912)